# Ель-10

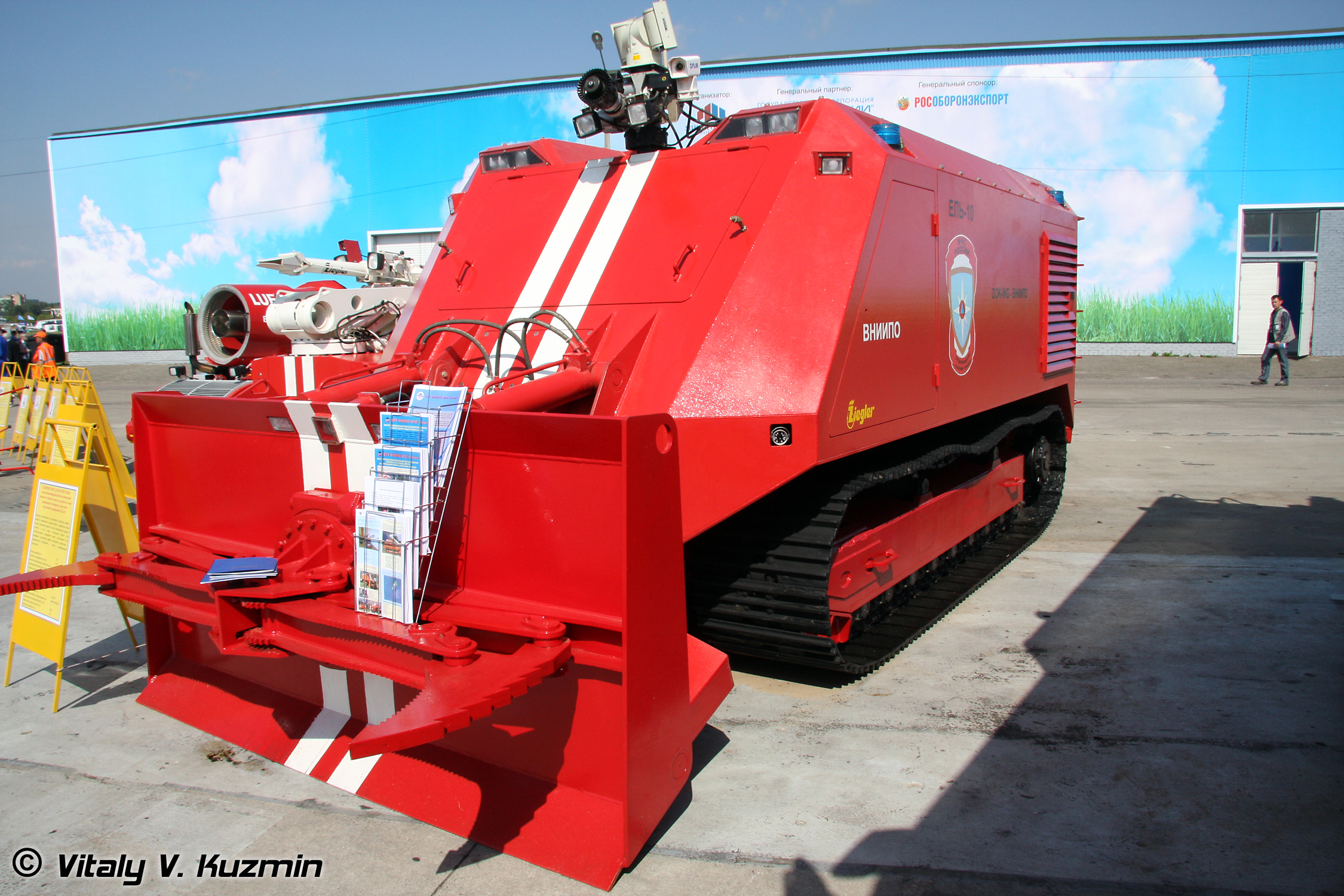
Ель-10

«Ель-10» - противопожарный роботизированный комплекс для работы в зоне повышенной опасности. Предназначен для разведки, разборки завалов, спасательных работ и тушения огня в условиях высоких температур, радиационного и/или химического загрязнения местности, возможности осколочно-взрывного поражения. Управление роботом происходит по радиосигналу с машины управления, которая может находиться на расстоянии до 1,5 км.
Тактико-технические характеристики
| Масса снаряженная                                                                        | 22 т                                |
| Масса в сухую                                                                            | 16,4 т                              |
| Габаритные размеры с инструментами                                                       | 6688 x 2500 х 2922 mm               |
| Параметры двигателя                                                                      | MAN D2876LE105 357 кВт, (510 л. с.) |
| Преодолеваемый подъём на твердом сухом грунте с полной нагрузкой                         | 30°                                 |
| Масса груза переносимого схватом                                                         | до 1 т                              |
| Дальность водяной пушки (вода)                                                           | 90 м                                |
| Дальность водяной пушки (пена)                                                           | 70 м                                |
| Расход воды на стволе-мониторе                                                           | 800-4000 л/мин                      |
| Скорость передвижения                                                                    | до 5 км/час                         |
| Управление с ПДУ по радиоканалу на открытой местности                                    | до 1500 м                           |
| Запас огнетушащего вещества, водопенные составы, в том числе концентрат пенообразователя | 5т (4т воды + 1т пены) или 5т пены  |